# SK Sturm Graz (féminines)
Maillots
Actualités
Le SK Sturm Graz est un club autrichien de football féminin basé à Graz.

## Histoire

### Les débuts
En 1998 est fondé le premier club de football féminin à Graz, le LUV Graz Damen. La deuxième équipe du LUV Graz joue en 2005-2006 dans la deuxième division autrichienne, après un changement de nom en Schönberger LUV, l'équipe est reprise par le FC Stattegg. En 2008-2009, le FC Stattegg est champion de deuxième division et promu en ÖFB Frauen-Bundesliga, la première division. Le club réussira à se maintenir lors de sa première saison, mais sera relégué la saison suivante (2010-2011).

### Coopération avec Sturm Graz
En 2011, le FC Stattegg relégué en deuxième division démarre une coopération avec le SK Sturm Graz et évolue sous le nom SK Sturm Graz Damen/Stattegg. La première saison le club termine à la 4e place, puis la saison suivante est champion de deuxième division et promu en Frauen-Bundesliga.
Le 3 novembre 2013, a lieu en première division le premier derby de Graz contre LUV Graz, le Sturm Graz/Stattegg remporte la partie 6 à 2. Le club termine sa première saison dans l'élite à la 8e place juste devant son rival local.
Lors de la saison 2014-2015, le club se renomme SK Sturm Graz et termine à la troisième place du championnat. La saison suivante il sera vice-champion et se qualifie pour les seizièmes de finale de la Ligue des champions où il sera éliminé par le FC Zurich (0-6, 0-3).
Lors de la saison 2016-2017, Sturm Graz sera de nouveau vice-champion, mais en Ligue des Champions doit passer par la phase de qualification où il terminera à la deuxième place.
Après une troisième place en 2017-2018, la saison suivante Sturm Graz sera pour la troisième fois vice-champion, puis troisième lors des qualifications de la Ligue des champions féminine de l'UEFA 2019-2020.

## Palmarès
- Championnat d'Autriche féminin de football
  - Vice-champion (4) : 2016, 2017, 2019, 2023

- Championnat d'Autriche féminin de football D2
  - Champion (2) : 2009, 2013

## Parcours en coupe d'Europe
| Saison    | Tour                       | Adversaire             | Aller | Retour | Score total  |
| --------- | -------------------------- | ---------------------- | ----- | ------ | ------------ |
| 2016-2017 | 16es de finale             | FC Zurich              | 0 - 6 | 3 - 0  | 0 - 9        |
| 2017-2018 | Qualifications             | FC Noroc Nimoreni      | 4 - 0 | 4 - 0  | 2e du groupe |
| 2017-2018 | Qualifications             | NSA Sofia              | 1 - 3 | 1 - 3  | 2e du groupe |
| 2017-2018 | Qualifications             | Apollon Limassol       | 1 - 4 | 1 - 4  | 2e du groupe |
| 2019-2020 | Qualifications             | SC Braga               | 2 - 0 | 2 - 0  | 3e du groupe |
| 2019-2020 | Qualifications             | Rīgas FS               | 4 - 0 | 4 - 0  | 3e du groupe |
| 2019-2020 | Qualifications             | Apollon Limassol       | 2 - 7 | 2 - 7  | 3e du groupe |
| 2023-2024 | 1er tour de qualifications | FC Twente              |       |        |              |
| 2023-2024 | 1er tour de qualifications | Levante UD ou Stjarnan |       |        |              |